# Anton Bulovec
Anton Bulovec, slovenski pravnik in naravoslovec, * 25. julij 1869, Radovljica, † 23. september 1930, Ljubljana.
Po končanem študiju prava na Dunaju, je stopil v sodno prakso in postal višji sodni svetnik v Ljubljani. Deloval pa je tudi izven svojega poklica. V  Zgodovinskem društvu za Kranjsko je nekaj časa deloval kot tajnik. Ukvarjal pa se je tudi z raziskovanjem življenja metuljev. V mesečniku Dom in svet (letnik XV, št. 3 do 4) je pod psevdonimom »Mihejev« izšla njegova razprava Kako prezimujejo metulji.